# Rio Riaza
O rio Riaza é um rio da comunidade de Castela e Leão, Espanha. É afluente da margem esquerda do rio Douro, tem 104 km de comprimento e drena uma bacia hidrográfica de 1103 km².